# Магдалина Станчева
Магдалина Михайлова Станчева (с рождено име Магдалина-Марта Михайлова Георгиева) е българска археоложка.

## Биография
Родена е на 6 септември 1924 година в София. През 1948 година завършва класическа филология и история в Софийския университет „Свети Климент Охридски“. През 1952 година става уредник в преобразувания Музей за история на София и оглавява неговия Археологически отдел от 1953 до пенсионирането си през 1984 година, играейки активна роля в археологическите изследвания и опазването на културните паметници в града. От 1965 г. е научен сътрудник, а от 1972 г. – старши научен сътрудник. В периода 1978 – 2001 г. преподава музеология в Софийския университет и история на българската керамика в Националната художествена академия. До 1989 г. ръководи археологически разкопки в София. В периода 1972 – 1982 г. е делегатка на България, а от 1979 до 1981 г. е вицепрезидентка на Комитета за световно наследство на ЮНЕСКО. С прекъсване, от 1994 до 2004 година преподава проблеми на културологията и опазване на културното наследство в Нов български университет.
Авторка е на книгите: „Боянският поменик“ (1963), „Азбука на малкия археолог“ (1984), „Срещи с археологията“ (1985), „Разкази за Велики Преслав“ (1993), „Мадарският конник“ (1996) „София от древността до нови времена“ (1999), „Девет световни ценности в България“ (2006) и др.
Магдалина Станчева умира на 6 октомври 2014 година в София.